# Theridiosoma chiripa
Espèce
Theridiosoma chiripa est une espèce d'araignées aranéomorphes de la famille des Theridiosomatidae.

## Distribution
Cette espèce est endémique du Brésil. Elle se rencontre au Rio Grande do Sul et au Santa Catarina.

## Description
Le mâle holotype mesure 1,57 mm et la femelle paratype 1,79 mm. Les mâles mesurent de 1,15 à 1,62 mm et les femelles de 1,47 à 2,12 mm.

## Publication originale
- Rodrigues & Ott, 2005 : Nova espécie de Theridiosoma (Araneae, Theridiosomatidae) do sul do Brasil. Iheringia, Série Zoologia, vol. 95, no 1, p. 79-81 (texte intégral).